# Funlola Aofiyebi-Raimi
Abibat Oluwafunmilola Aofiyebi, nom de scène Funlola Aofiyebi-Raimi ou FAR, est une actrice du cinéma de Nollywood, de télévision et de théâtre. En 2006, elle joue dans  Les Monologues du vagin.

## Parcours
Funlola Aofiyebi-Raimi est la dernière d'une fratrie de sept enfants, née le 24 novembre 1975 au Nigeria d'une mère femme d'affaires et d'un père entrepreneur. Elle suit des cours d'art dramatique pour la télévision au Westminster College et à l'Actors Studio du Buckinghamshire. Elle est également titulaire d'une licence en sociologie de l'université de Lagos au Nigeria.
Elle fait ses débuts au cinéma en 1995. Puis apparaît dans des films tels que Araromire, dans des séries télé populaires en Afrique, ainsi que dans des émission de télé-réalité, et en 2006, elle joue dans  Les Monologues du vagin.

## Filmographie
La filmographie de Funlola Aofiyebi-Raimi, comprend les films suivants  : 
- 2016 : Entreat (Sharon)
- 2015 : Grey Dawn (Jessica Davies)
- 2013 : Love and War (Lola)
- 2012 : Tinsel (en) (Brenda Nana Mensah)
- 2009 : The Figurine (Linda)
- 2009 :  : Araromire
- 2008 :  : Comrade (docteur)
- 2007 :  : Wetin Dey
- 2007-2008 : Dr. Grace
- 2005 : Doctors' Quarters
- 2005 : Matron
- 2002 : Keeping Faith: Is That Love?
- 1995 : Violated (Ese)